# Sança de Castella i de Polònia
Sança de Castella (1154 - Sigena 1208), infanta de Castella, reina consort d'Aragó i comtessa consort de Barcelona (1174-1206). Fundadora del Monestir de Sixena, és considerada fundadora de l'orde de les Comanadores de Sant Joan de Jerusalem, branca femenina de l'Orde Santjoanista.
Filla del rei de Castella Alfons VII i la seva segona muller, Riquilda de Polònia, nasqué el 21 de setembre de 1154.
El 18 de gener de 1174 es casà a la Seu de Saragossa amb el rei Alfons el Cast, en virtut de l'establert en la Pau Perpètua de Sahagún. D'aquest matrimoni en tingueren:
- el príncep Pere el Catòlic (1174-1213), comte de Barcelona i rei d'Aragó
- la princesa Constança d'Aragó (v 1179-1222), casada el 1198 amb Eimeric I d'Hongria i el 1210 amb Frederic II d'Alemanya
- el príncep Alfons II de Provença (1180-1209), comte de Provença
- la princesa Elionor d'Aragó (1182-1226), casada el 1202 amb Ramon VI de Tolosa
- la princesa Sança d'Aragó (1186-v 1241), casada el 1211 amb Ramon VII de Tolosa
- el príncep Sanç d'Aragó, mort jove
- el príncep Ramon Berenguer d'Aragó, mort jove
- l'infant Ferran d'Aragó (1190-1248), abat de Mont Aragón
- la princesa Dolça d'Aragó (1192-?), monja a Santa Maria de Sixena

Després de la mort del seu marit a Perpinyà en 1196, Sança fou relegada pel seu fill Pere el Catòlic a una posició de segon pla en política. Va deixar la cort i es retirà al monestir de Santa Maria de Sixena, que ella havia fundat en 1188 i donat a les monges Comanadores de Sant Joan de Jerusalem. Hi prengué l'hàbit i hi visqué com a monja fins a la seva mort.

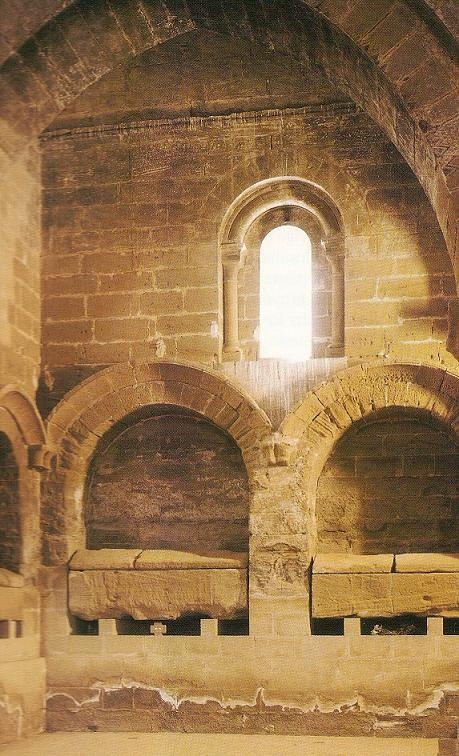
Panteó reial de Sixena, amb la tomba de la reina fundadora i la del seu fill Pere el Catòlic.

Portà al monestir la seva filla Constança d'Aragó i de Castella, reina vídua d'Hongria, que hi visqué entre 1204 i 1208, quan marxà a Sicília per casar-s'hi de nou. Sança morí poc després, el 9 de novembre del 1208. Fou sebollida davant l'altar major del monestir, on també fou sebollit el seu fill Pere el Catòlic.
Com el seu marit, fou protectora de trobadors com Guiraut de Calanson i Peire Raimon.

## Veneració
Per la seva fundació a Sixena, la primera de l'orde, és considerada com a fundadora de la branca femenina de l'Orde de Sant Joan de Jerusalem, les Comanadores de Sant Joan de Jerusalem, i venerada com a serventa de Déu al si d'aquest orde. A molts documents de l'arxiu de Sigena parla de "Sancte Regine Sancie fundatricis istius Religionis et Conventus" ("santa reina Sança, fundadora d'aquesta religió i convent").
A l'església de Nuestra Señora del Temple de Saragossa es conserva una pintura de la reina amb una inscripció que l'anomena "Santa Reina Doña Sancha". El seu culte, però, no va tenir repercussió fora dels monestirs de l'orde.